# Кацвинкель (Зиг)
Кацвинкель (нем. Katzwinkel) — община в Германии, в земле Рейнланд-Пфальц.
Входит в состав района Альтенкирхен-Вестервальд. Подчиняется управлению Виссен. Население составляет 1942 человека (на 31 декабря 2010 года). Занимает площадь 15,80 км².